# Gmina Sečanj
Gmina Sečanj (serb. Opština Sečanj / Општина Сечањ) – gmina w Serbii, w Wojwodinie, w okręgu środkowobanackim. W 2018 roku liczyła 11 825 mieszkańców.